# Antonov An-12
L'Antonov An-12 (in caratteri cirillici Антонов Ан-12, nome in codice NATO Cub) è un quadrimotore turboelica multiruolo ad ala dritta progettato dall'OKB 153 diretto da Oleg Konstantinovič Antonov e sviluppato in Unione Sovietica alla fine degli anni cinquanta.
Sviluppato come versione militare dell'An-10, l'An-12 è l'equivalente sovietico dell'occidentale Lockheed C-130 Hercules, e come tale non solo è stato impiegato come aereo da trasporto tattico e strategico, ma anche come bombardiere di circostanza.
L'An-12 venne utilizzato principalmente dalla V-TA sovietica, la componente da trasporto delle forze aeree dell'URSS, oltre a numerose compagnie aeree, nelle sue versioni civili, e forze aeree, in quelle militari, dei paesi del Patto di Varsavia e filosovietici, come ad esempio l'Egitto.

## Storia

### Sviluppo
Il primo aereo da trasporto sovietico della generazione a turboelica era l'An-8, un bimotore da trasporto tattico prodotto in circa 100 esemplari dal 1955, armato con un cannone da 23 mm in postazione difensiva. Uno sviluppo ingrandito è stato l'An-10, un quadrimotore da trasporto prevalentemente civile che venne prodotto in circa 200 esemplari ma ebbe vari problemi di stabilità in volo.
L'An-12 era uno sviluppo militare del precedente, con una coda rialzata per la sistemazione di un portellone di carico, mentre l'estremità caudale era stata modificata per una postazione difensiva armata di cannoni da 23 mm.

### Impiego operativo
Entrato in servizio all'incirca nel 1960, il "Cub" ha avuto una larga diffusione nei paesi nell'orbita sovietica, come l'Egitto e l'India. Nonostante la considerevole mole, si è dimostrato capace di operare da piste semi preparate e molto corte. Talvolta impiegato in guerra, come nel 1973, il suo impiego più famoso è stato quello di trasportare (e poi rifornire per gli 8 anni successivi) le truppe sovietiche in Afghanistan, durante la cosiddetta invasione del Natale 1979. Infatti, a differenza di altre operazioni militari come quella contro l'Ungheria nel 1956, i sovietici non abbatterono il governo locale, ma presero il comando delle operazioni terrestri ed aeree contro i mujahidin. Nonostante questa operazione fosse comparabile con quanto fatto dagli USA in Vietnam, la propaganda occidentale ebbe buon gioco a parlare di "invasione".
I modelli da raccolta informazioni ELINT ed ECM hanno costituito un'importante branca del potere aereo sovietico. Meno conosciuti i similari aerei allestiti come posti di comando volanti, necessari per evitare la distruzione dei bunker di comando in caso di guerra nucleare, che hanno avuto una copertura ancora più segreta di quella dei modelli elettronici.

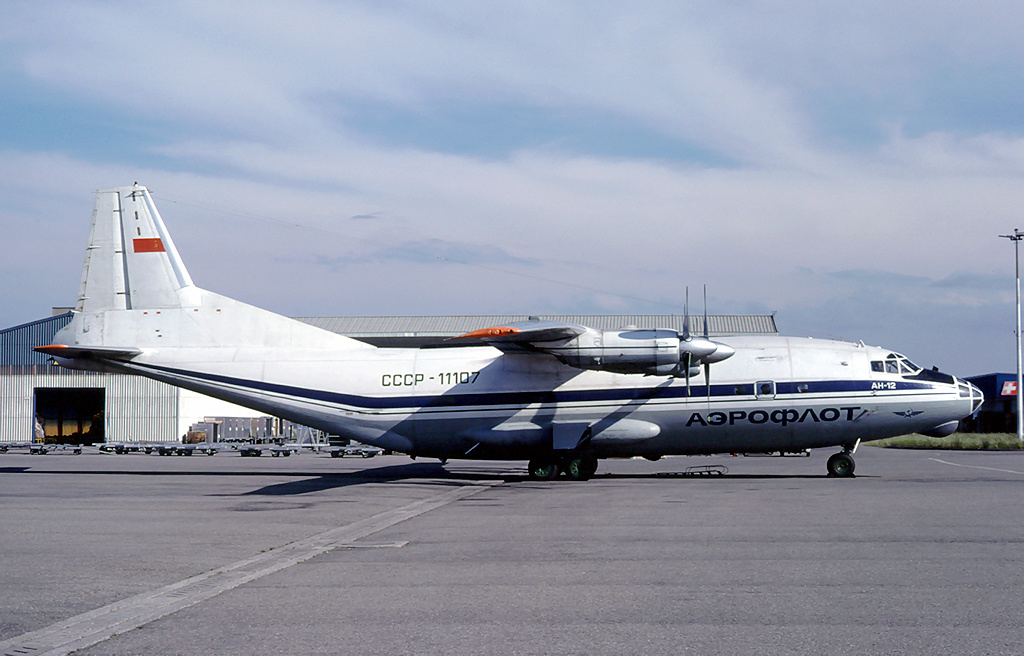
Antonov An-12 CCCP-11107 dell'Aeroflot Soviet Airlines.

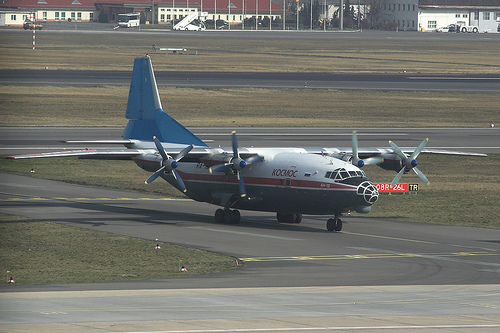
Kosmos Airlines (Космос) Antonov An-12 RA-12957 (Distrutto in un incidente vicino a Čeljabinsk il 26/05/2008).

La fine della carriera dell'An-10 avvenne nel 1972, in quanto nonostante i miglioramenti ottenuti e vari record mondiali conquistati, la sua struttura continuava ad avere problemi, ma fu determinante anche la larga disponibilità del discendente An-12, in piena produzione per la V-TA e l'Aeroflot, fino a che nel 1973 anch'essa terminò. Infatti l'avvento dello Ilyushin Il-76, capace di eseguire sia decolli corti (come l'equivalente USA Lockheed C-141 Starlifter) che di operare da piste semi preparate, segnò la preferenza accordata verso macchine più pesanti ma capaci di operare nelle stesse condizioni.
L'An-12 uscì così di produzione anzitempo, senza sfruttare le sue possibilità di sviluppo e la sua relativamente economica gestione (comparata a quella del suo successore).
Che l'An-12, dopo essere stato prodotto in oltre 1 200 esemplari (contro gli oltre 2 200 dell'Hercules) potesse andare anche oltre tale obiettivo, è d'altra parte dimostrato dal fatto che l'equivalente C-130, introdotto nel dicembre 1957, è a tutt'oggi in produzione, mentre la Cina ha un derivato una versione locale del "Cub", lo Shaanxi Y-8, adattato anche come pattugliatore marittimo.
Notevole che, conseguentemente a tale scelta produttiva-operativa, lo Ilyushin Il-76 sia stato invece costruito in ben 800 esemplari, contro i circa 270 C-141 statunitensi. Forse ha pesato anche il fatto che si riteneva lo Il-76 capace di trasportare carri armati, ma la cosa è stata poco praticata perché ai limiti delle possibilità tecniche del velivolo, capace comunque di trasportare almeno due blindati leggeri contro uno dell'An-12. Le divisioni aerotrasportate sovietiche, 7 in tutto e dotate di molti blindati leggeri, ne hanno quindi complessivamente tratto beneficio, ma il "gap" che si è creato nelle macchine in produzione tra l'Il-76 ed i leggeri Antonov An-26/An-32 (capaci di circa 5-6 tonnellate) ha creato una lacuna nella disponibilità di velivoli adatti allo scopo.

#### India
Il primo An-12 è entrato in servizio nei reparti della Bhāratīya Vāyu Senā nel 1961, quando rilevò il No.44 Squadron "The Himalayan Geese". Sei An-12 vennero utilizzati per trasportare attrezzature e rinforzi a Ladakh, durante la Guerra sino-indiana del 1962, e destinati ai reparti del Bhāratīya Thalsēnā. Successivamente vennero utilizzati per formare il No.25 Squadron. Gli An-12 vennero inoltre utilizzati nel ruolo di bombardiere pesante durante la guerra indo-pakistana del 1971. Tutti gli An-12 sono stati progressivamente radiati dal servizio attivo negli anni novanta; uno di questi è ora esposto presso lo IAF museum presso la Palam Air Force Station, Nuova Delhi.

#### Il Tulipano Nero
L'An-12 venne tristemente ribattezzato Tulipano nero, in russo Čërnyj tjul'pan (Чёрный тюльпан), quando venne portato all'onore della cronaca perché utilizzato per il trasporto in patria delle salme dei soldati sovietici caduti in combattimento durante l'invasione sovietica dell'Afghanistan, avvenuta tra il 1979 e il 1989.

## Descrizione tecnica
Quadrimotore da trasporto tattico-strategico turboelica, l'An-12 aveva un'ala alta estremamente sottile e dall'elevato allungamento, ricca di ipersostentatori e con quattro turboeliche AI-20 da circa 4.000 cavalli.
La deriva verticale è molto più grande di quella dell'An-10, con una "costola" sul bordo d'attacco per ingrandirne ulteriormente la superficie. Il carrello d'atterraggio è costituito da tre elementi, tutti con ruote doppie, che consentono di operare da campi semi-preparati.
L'equipaggio è normalmente di 4-5 uomini: due piloti, un motorista, un navigatore ospitato nel muso vetrato ed un eventuale mitragliere. Il radar di navigazione, molto piccolo, è collocato sotto il muso stesso.
La torretta posteriore è armata di due cannoni Nudelman-Rikhter NR-23 calibro 23 mm con una cadenza di tiro di 1.700 colpi al minuto, sprovvisti però radar di puntamento collegato, come per esempio nel caso del Tupolev Tu-16.
Il vano di carico può ospitare circa 100 paracadutisti, con la capacità di trasportare fino a 20 tonnellate di materiali, oppure un blindato anfibio BMD-1 o ASU-85 (da 7 e 16 tonnellate).

## Versioni
An-12 BP "Cub-A"
la versione di base per il trasporto tattico di truppe e materiali.
An-12
trasporto misto merci-passeggeri (compartimento per 14 posti).
An-12 "Cub-B"
modificato per ottemperare a funzioni di spionaggio elettronico, con grande dotazione di apparecchi ELINT.
An-12 "Cub-C"
modificato per le contromisure elettroniche attive, con disturbatori attivi e la sostituzione della torretta posteriore con altre antenne.

## Utilizzatori

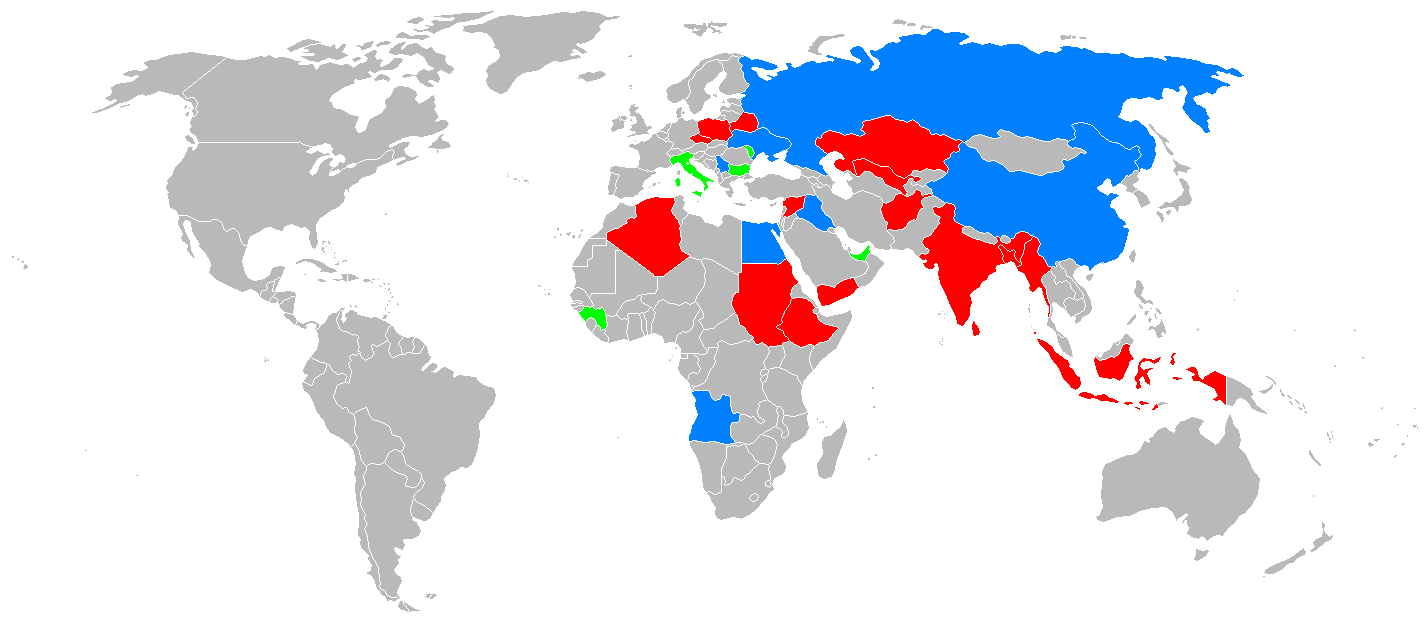
Operatori mondiali dell'Antonov An-12: militari in rosso, civili in verde e quelli che lo utilizzano, o utilizzarono in passato, sia in campo civile che militare in blu.

Attualmente l'An-12 è un velivolo molto popolare tra le compagnie aeree cargo, in particolare tra quelle nella Comunità degli Stati Indipendenti (CSI), in Africa e nel subcontinente indiano.

### Civili
All'agosto 2006 erano ancora 179 gli Antonov An-12 in servizio presso le compagnie aeree mondiali, tra le quali quelle che lo impiegavano in maggior numero erano: Air Guinee (4), Alada (5), British Gulf International Airlines (7), Avial Aviation (4), Heli Air Service (4), Scorpion Air (4), Tiramavia (4), Aerovis Airlines (5), Veteran Airlines (4), KNAAPO (5), Vega Airlines (6) ATRAN Cargo Airlines (4) e Volare Airlines (6). Altre 77 operavano con un numero inferiore di esemplari.
Il 12 gennaio 2009, gli Emirati Arabi Uniti revocarono temporaneamente agli An-12 il permesso di transitare nel loro spazio aereo a causa di una cosiddetta incursione sulla pista al Sharjah International Airport nella quale un An-12 avrebbe slittato finendo fuori da una delle piste, e la General Civil Aviation Authority of United Arab Emirates (GCAA) informò gli operatori che non potevano utilizzare quel modello. La disposizione venne commutata da temporanea a permanente nel febbraio 2010.
 Angola
- Alada

 Bulgaria
- Scorpion Air

 Canada
- Skylink Aviation

 Cina

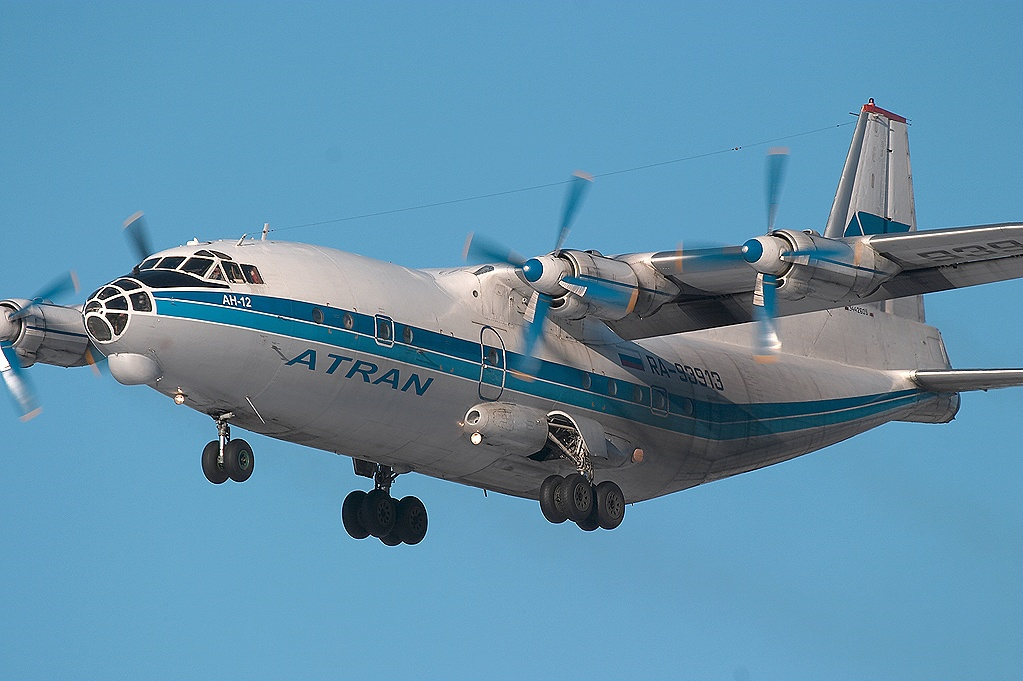
Antonov An-12 RA-93913 della russa ATRAN Cargo Airlines all'Aeroporto di Mosca-Šeremet'evo.

- Civil Aviation Administration of China

vedi anche Shaanxi Y-8
 Egitto
- Egyptair

 Emirati Arabi Uniti
- British Gulf International Airlines

 Francia
- Darta

 Guinea
- Air Guinee

 Ghana
- Ghana Airways

L'unico An-12 è stato consegnato nell'Ottobre 1961, registrato come 9G-AZZ. Ritirato dal servizio riconsegnato all'Unione Sovietica nel 1963.
 Iraq
- Iraqi Airways

 Messico
- Air One (Mexico), su jetrental.com. URL consultato il 1º febbraio 2020 (archiviato dall'url originale il 1º agosto 2015).

 Filippine
- Interisland Airlines

 Russia
- Avial Aviation
- ATRAN Cargo Airlines
- SAT Airlines

 Sri Lanka
- SriLankan Airlines

 Stati Uniti
- SRX Group[senza fonte]

 Ucraina
- Aerovis Airlines
- Antonov Airlines
- CAVOK Air (7 esemplari[10])
- Ukraine Air Alliance

7 An-12BK consegnati, 6 in servizio in quanto uno è stato perso in un incidente il 4 ottobre 2019.)
- Volare Airlines

 Unione Sovietica
- Aeroflot

### Militari
Afghanistan
- Afghan Army Air Force

 Afghanistan

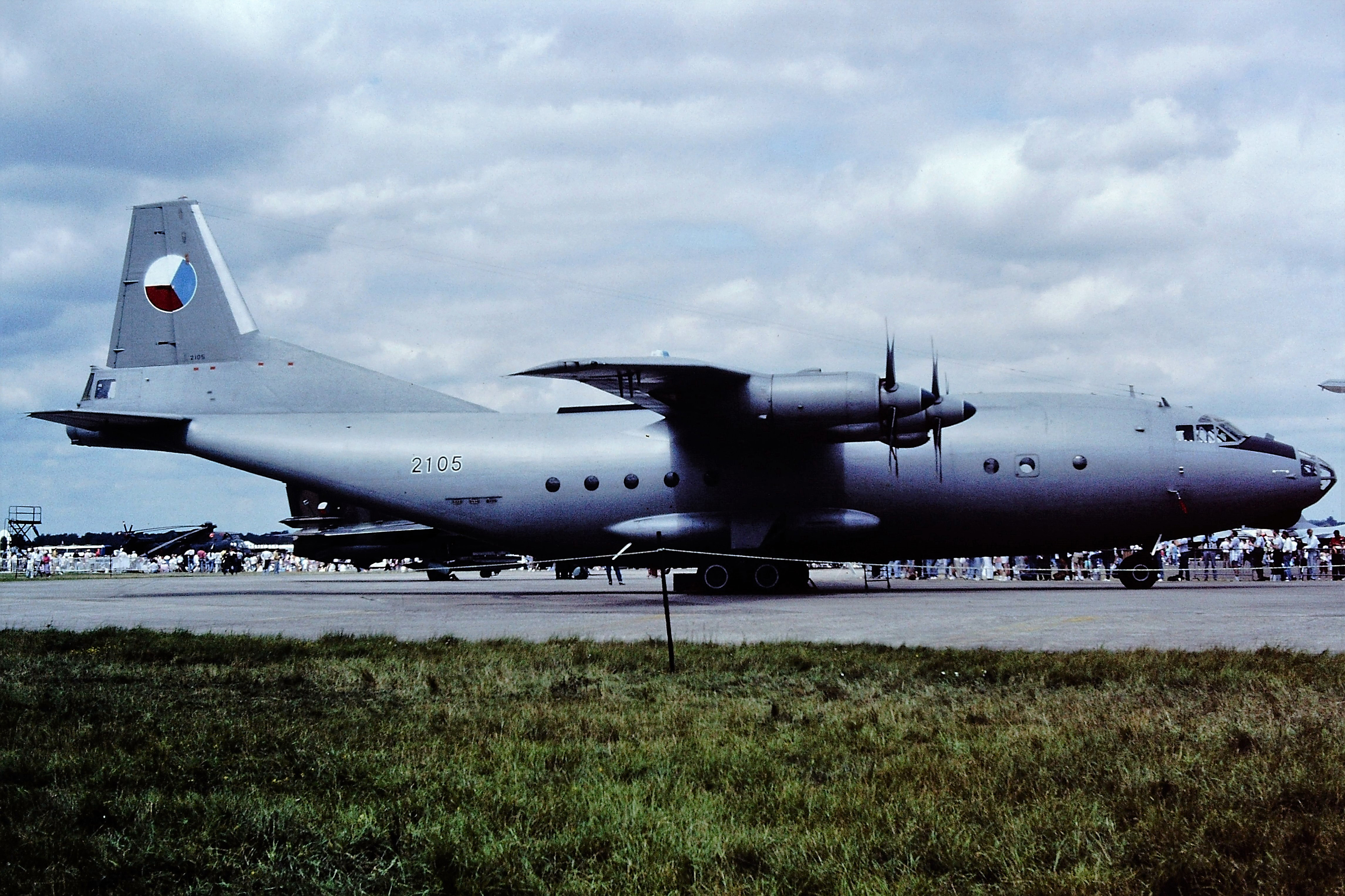
An-12, Československé vojenské letectvo

Un An-12 dell'egiziana Al-Quwwat al-Jawwiya al-Misriyya ripreso in Italia nel 1977.

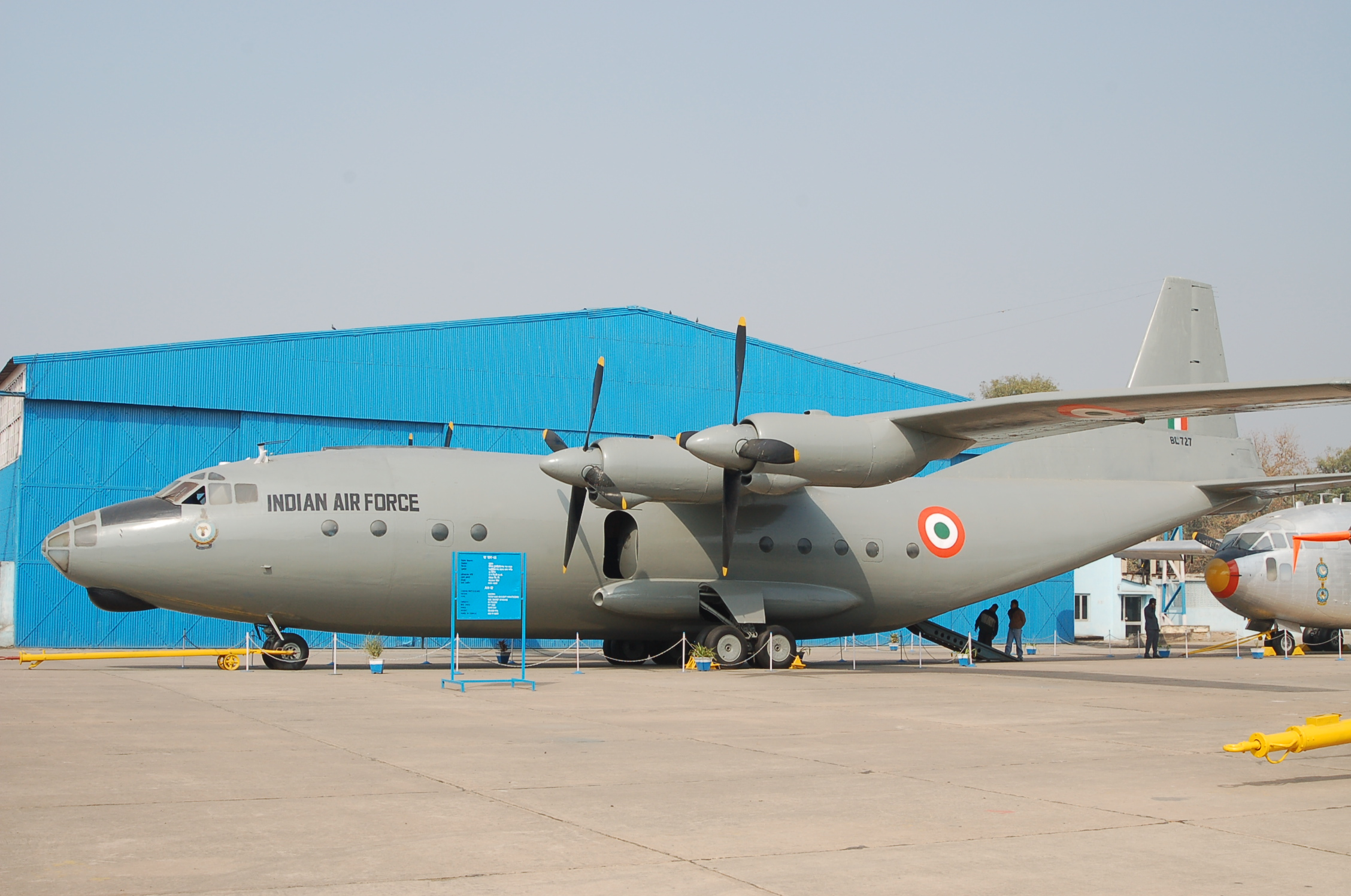
An-12, Bhāratīya Vāyu Senā

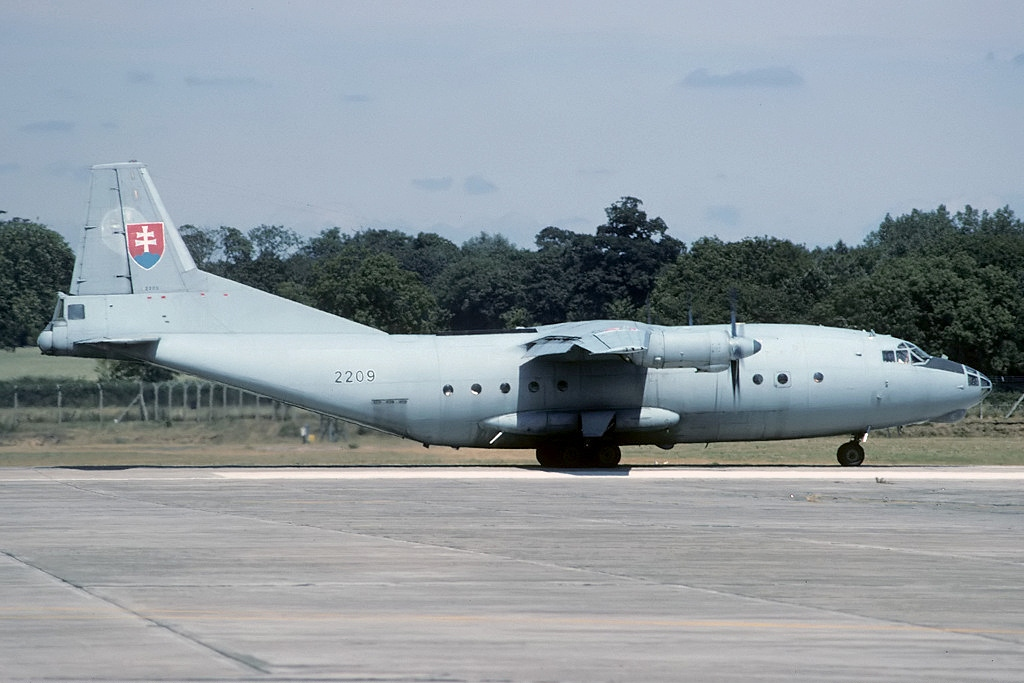
Antonov An-12BP, Vzdušné sily Slovenskej republiky

- Air Defense Force of the Islamic State of Afghanistan

operò con 12 esemplari dal 1981 fino al 2001.
 Algeria
- Al-Quwwat al-Jawwiyya al-Jaza'iriyya

 Angola
- Força Aérea Popular de Angola y Defesa Aérea y Antiaérea

10 esemplari in servizio al 2015.
 Armenia
- Hayastani R'azmao'dayin Owjher

1 An-12RV in servizio a novembre 2015.
 Bangladesh
- Bangladesh Biman Bahini

operò con alcuni esemplari dal 1973 agli anni ottanta.
 Bielorussia
- Voenno-vozdušnye sily i vojska protivovozdušnoj oborony

7 An-12 ex sovietici ricevuti dal 1992, risultano ritirati al novembre 2019.
 Birmania
- Tatmdaw Lei

 Cina
- Zhongguo Renmin Jiefangjun Kongjun
- People's Liberation Army Navy Air Force

 RD del Congo
- Force Aérienne du Congo

3 An-12VR consegnati e tutti in servizio all'ottobre 2018.
 Costa d'Avorio
- Force Aérienne de la Côte d'Ivoire

 Cecoslovacchia
- Československé vojenské letectvo

La flotta cecoslovacca che annoverava due esemplari venne data alla Repubblica Ceca dopo la divisione con la Slovacchia. Tutti gli An-12 della CzAF sono stati radiati dal servizio attivo durante gli anni '90.
   Egitto
- Al-Quwwat al-Jawwiya al-Misriyya

 Etiopia
- Ye Ithopya Ayer Hayl

12 An-12 Cub-A consegnati, 3 in servizio al gennaio 2020.
 Giordania
- Al-Quwwat al-Jawwiyya al-malikiyya al-Urdunniyya

 Guinea
- Force Aérienne de Guinée

 India
- Bhāratīya Vāyu Senā

operò dal 1961 al 1990.
 Indonesia
- Tentara Nasional Indonesia Angkatan Udara

 Iraq
- Al-Quwwat al-Jawwiyya al-'Iraqiyya

 Iran
- Niru-ye Havayi-ye Artesh-e Jomhuri-ye Eslami-e Iran

 Jugoslavia
- Jugoslovensko ratno vazduhoplovstvo i protivvazdušna odbrana

 Kazakistan
- Sil Vozdushnoy Oborony Respubliki Kazakhstan

2 An-12 consegnati. Un primo esemplare fu ammodernato e riconsegnato nel 2011, mentre un secondo dovrebbe essere sottoposto allo stesso aggiornamento.
 Kirghizistan
- Kyrgyzstan Air Force

 Mongolia
- Agaaryn Dovtolgoonoos Khamgaalakh Tsergiyn Komandlal

opera con sei esemplari tuttora in servizio.
 Nigeria
- Nigerian Air Force

opera con dodici An-12 tuttora in servizio.
 Polonia
- Wojska Lotnicze i Obrony Przeciwlotniczej Obszaru Kraju

operò con 2 An-12B dal 1966 al 1977 (perso in un incidente) e 1995.
 Rep. Ceca
- Vzdušné síly armády České republiky

 Russia
- Voenno-vozdušnye sily Rossijskoj Federacii

56 esemplari in servizio al dicembre 2017.
- Aviacija Voenno-Morskogo Flota

2 esemplari in servizio al dicembre 2017.
 Slovacchia
- Vzdušné sily Slovenskej republiky

 Siria
- Al-Quwwat al-Jawwiyya al-'Arabiyya al-Suriyya

 Sudan
- Al-Quwwat al-Jawwiyya al-Sudaniyya

6 An-12P in servizio al luglio 2019.
 Tanzania
- Military of Tanzania

 Turkmenistan
- Turkmenistan Air Force

 Ucraina
- Viys'kovo-Povitriani Syly Ukrayiny
- Aviatsiya Viys'kovo-Mors'kykh Syl

 Unione Sovietica
- Sovetskie Voenno-vozdušnye sily
- Aviacija Voenno-Morskogo Flota

dopo la dissoluzione dell'Unione Sovietica gli esemplari vennero consegnati alle diverse nuove realtà nazionali.
 Uzbekistan
- Uzbekistan Air Force

 Yemen
- Al-Quwwat al-Jawwiyya al-Yamaniyya

 Yemen del Sud
- South Yemen Air Force

 Zimbabwe
- Air Force of Zimbabwe

opera con un unico An-12 dall'agosto 2008.

## Confronto con il C-130 Hercules
Le due macchine sono state progettate entrambe con esigenze molto simili, come pure simili sono le tecnologie impiegate: una capacità di carico elevata (dell'ordine delle 20 tonnellate, per un peso al decollo massimo di circa 60-70), un'importantissima rampa di carico posteriore ed una velocità piuttosto elevata, con un'autonomia adatta per un "impiego di teatro", ovvero non intercontinentale, ma adeguato per missioni strategiche, grazie ad un valore di circa 4.000 km.
Entrambi gli aerei ottenevano questi risultati grazie all'impiego della nuova tecnologia delle turboeliche, che permettevano un rapporto potenza/peso circa doppio rispetto alla generazione delle macchine a pistoni, i cui motori erano diventati estremamente pesanti e complicati, senza più possibilità di sviluppo. La resistenza aerodinamica era poi minore, grazie alla compattezza delle turbine.
La differenza maggiore non era quindi data dai motori, 4 turboeliche della stessa categoria di potenza, né dalle ali, molto sottili, aerodinamiche e dotate di molti sistemi di ipersostentazione, ma dalla progettazione della fusoliera, che nel caso del C-130 era molto più tozza e dotata di un abitacolo molto largo, con un'eccellente visibilità, mentre nel caso dell'Antonov risulta evidente che il velivolo nasceva come frutto di una concezione più tradizionale, legata per certi versi alle tipiche realizzazioni della seconda guerra mondiale. L'abitacolo infatti era molto più angusto e con una visibilità minore per i piloti anche se accettabile, grazie anche al fatto che esisteva una postazione vetrata per il navigatore nella parte anteriore del muso, cosa certamente molto utile per un trasporto tattico.
Entrambi gli aerei erano dunque dotati di caratteristiche simili: pesi, potenza, carico utile paragonabili, con un'autonomia solo leggermente ridotta nel caso dell'aereo sovietico rispetto all'americano, come anche la larghezza del vano di carico. Anche le rispettive cronologie sono sostanzialmente comparabili, con il C-130 entrato in linea forse 4 anni prima, che è una differenza sensibile ma non determinante.

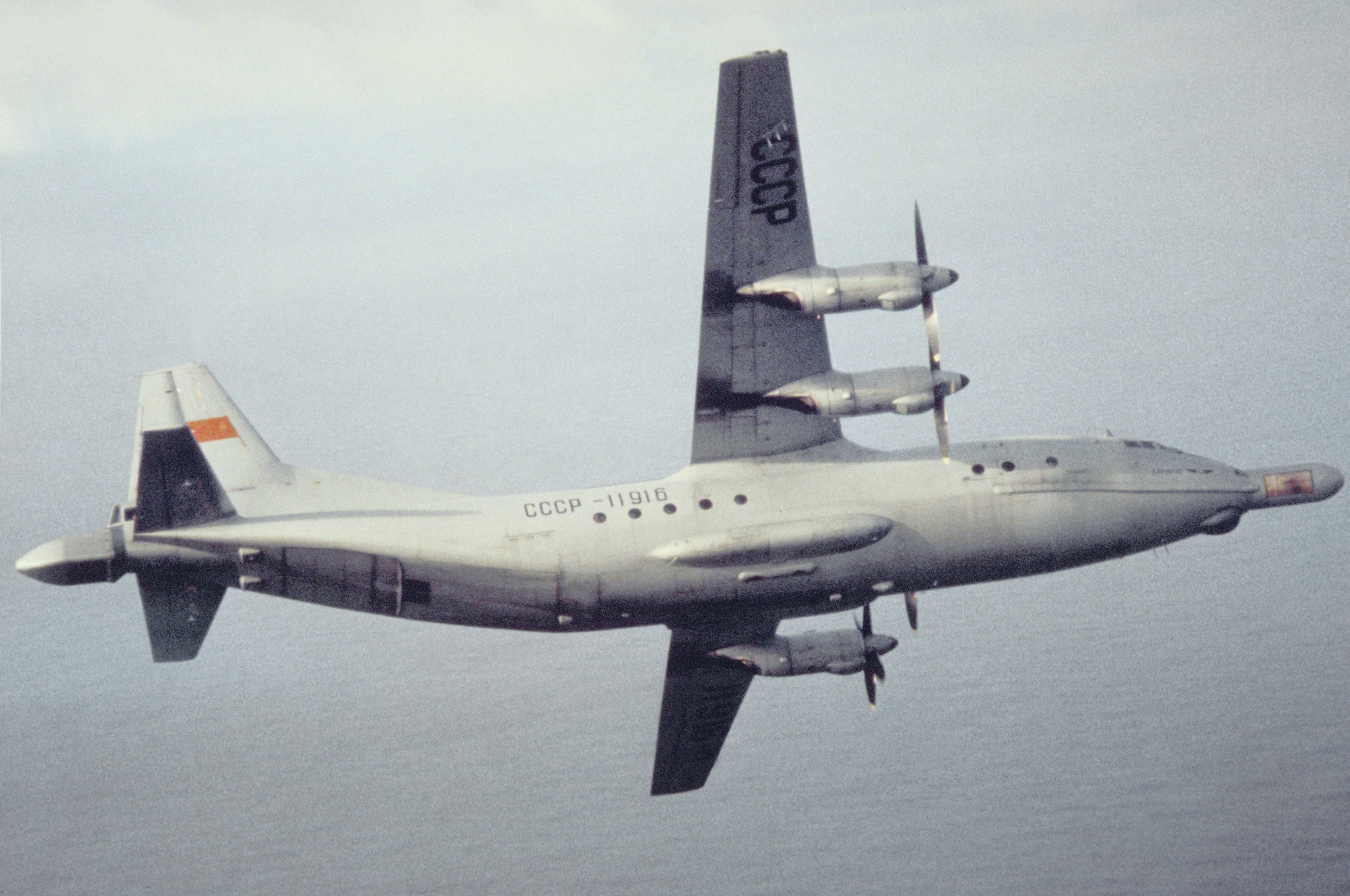
Un "Cub" in configurazione ASW

In due cose tuttavia essi divergevano sostanzialmente: anzitutto l'An-12, essendo dotato di una fusoliera più stretta ed allungata, risultava una macchina estremamente veloce, con una velocità massima di circa 770 km/h, che in crociera si riduceva a circa 650. Questo valore è paragonabile a quello della massima velocità del C-130, che ha oltretutto una velocità di crociera di circa 555 km/h, e dunque l'Antonov è superiore di circa 100–130 km/h. Questa è una consistente differenza perché la velocità di crociera di un caccia a reazione è dell'ordine di circa 800–900 km/h: al di sopra deve usare il costoso postbruciatore, che riduce moltissimo l'autonomia. Quindi l'An-12 dimezza la differenza di velocità che esiste tra i jet da caccia e il C-130, rendendo sensibilmente più arduo il lavoro di chi cercasse di intercettarlo. Inoltre, se un caccia si fosse messo in coda all'Antonov, esso non si sarebbe limitato a eseguire manovre evasive o lanciare bengala, ma avrebbe potuto difendersi anche in maniera attiva, grazie ad una postazione caudale che in cambio di un modesto aumento di peso metteva a disposizione due temibili cannoni NR-23, e questo particolare era ben conosciuto dai piloti che eventualmente avessero dovuto abbatterlo. Specialmente negli anni sessanta e settanta, quando i missili aria-aria avevano problemi con macchine in volo a bassa quota, attaccare con i cannoni era spesso l'unico modo pratico per distruggere un bersaglio, e serrare le distanze con un "Cub" comportava ovviamente il rischio di cadere a propria volta vittima del fuoco nemico, mentre abbattere un C-130 non avrebbe comportato particolari rischi (se non quello di stallare per la bassa velocità).
Grazie alla velocità elevata e alla postazione difensiva, il "Cub" era quindi dotato di una possibilità di sopravvivenza maggiore di quanto possibile al più lento Hercules, e la cosa era tutt'altro che accademica, visto che entrambi sono stati usati non solo come trasporti, ma anche come bombardieri pesanti di circostanza, armati in genere di 8-12 bombe da 250–450 kg. La postazione del "Cub" consentiva anche di rispondere al fuoco contraereo proveniente da terra in caso di volo a bassa quota, e dava la possibilità di avvistare prontamente i lanci di missili nemici, permettendo più facilmente di manovrare o di usare le contromisure. Se si pensa che in Vietnam le cannoniere AC-130 Spectre avevano inizialmente un membro d'equipaggio che si sporgeva dal portellone di carico semiaperto per avvistare il fuoco nemico, si può credere che gli aviatori statunitensi avrebbero molto gradito una sistemazione come quella dell'An-12. Nemmeno la cupola in plexiglas poi adottata era del tutto soddisfacente come campo visivo.
L'An-12 non è stato mai armato come cannoniera volante: la sua fusoliera, più snella ma più lunga, si sarebbe prestata maggiormente alla sistemazione di una numerosa batteria di mitragliere, anche se magari non avrebbe avuto la possibilità di ospitare quelle più larghe, come il cannone da 105 mm dall'AC-130H.
Nei modelli civili la postazione caudale rimase, ma trasformata in una spartana toilette.

## Riferimenti nella cultura di massa
- Nel film Lord of War del 2005 il protagonista Yuri Orlov, interpretato da Nicolas Cage, usa un An-12 per trasportare le armi, e dichiarerà più tardi di avere una flotta di tali aerei.
- Nel film "World War Z" del 2013 l'ex funzionario delle Nazioni Unite Gerry Lane (Brad Pitt), usa questo aereo per i vari trasferimenti che effettua. Erroneamente, l'aereo porta le insegne dell'USAF, in quanto questo aereo non è mai stato in servizio nell'aviazione statunitense.
- Nella prima metà del 2006 la casa automobilistica Opel commissionò uno spot in cui la vettura pubblicizzata, un'Opel Astra, viene "lanciata" da un aereo da trasporto tramite il portellone di carico attorniata da un nugolo di paracadutisti. L'aereo che è stato usato per le riprese, come si vede dai pochi fotogrammi dedicatigli è un An-12. Il particolare d'identificazione determinante è la torretta di coda (disarmata).
- È citato nel libro Nome in codice Red Rabbit di Tom Clancy.
- Nel videogioco GTA V viene inserita una variante dell'An-12 denominata RM-10 Bombushka.